# Stagiair
Een stagiair (vrouwelijke vorm: stagiaire) is iemand die als onderdeel van zijn of haar opleiding ervaring komt opdoen op de werkvloer. Het opdoen van ervaring zelf wordt de stage genoemd. De stagiair krijgt een begeleider en dient voor zijn opleidingsinstituut doorgaans een verslag over zijn werkzaamheden  schrijven. Tot medio de twintigste eeuw werd wel de term volontair gebruikt.
Soms krijgt de stagiair voor zijn of haar werk een bescheiden salaris of onkostenvergoeding.